# Immeuble de l'administration municipale (Tampere)
L'immeuble de l'administration municipale (finnois : Tampereen keskusvirastotalo) est un immeuble de bureaux situé en bordure de la place centrale dans le quartier de Tammerkoski à Tampere en Finlande.

## Présentation
Construit pour accueillir les bureaux du conseil municipal, le bâtiment est l'un des représentants les plus importants de l'architecture moderne du centre de Tampere. 
La couleur claire de la façade, les fenêtres en forme de bandes, les piliers au niveau de la rue et une terrasse partielle sur le toit sont typiques du fonctionnalisme.  
La disposition ressemble à un immeuble de bureaux ordinaire, mais la salle du conseil dépassant de la façade ajoute une particularité et une personnalité au bâtiment administratif.  
Le restaurant, le hall et les espaces publics sont spacieux et lumineux. 
L'extérieur du bâtiment est très proche de son aspect d'origine, mais des modifications majeures ont été apportées à l'intérieur.
L'aspect original de la salle de réunion du conseil a été bien conservé.  
L'édifice est situé en face de l'ancienne papeterie Frenckell.

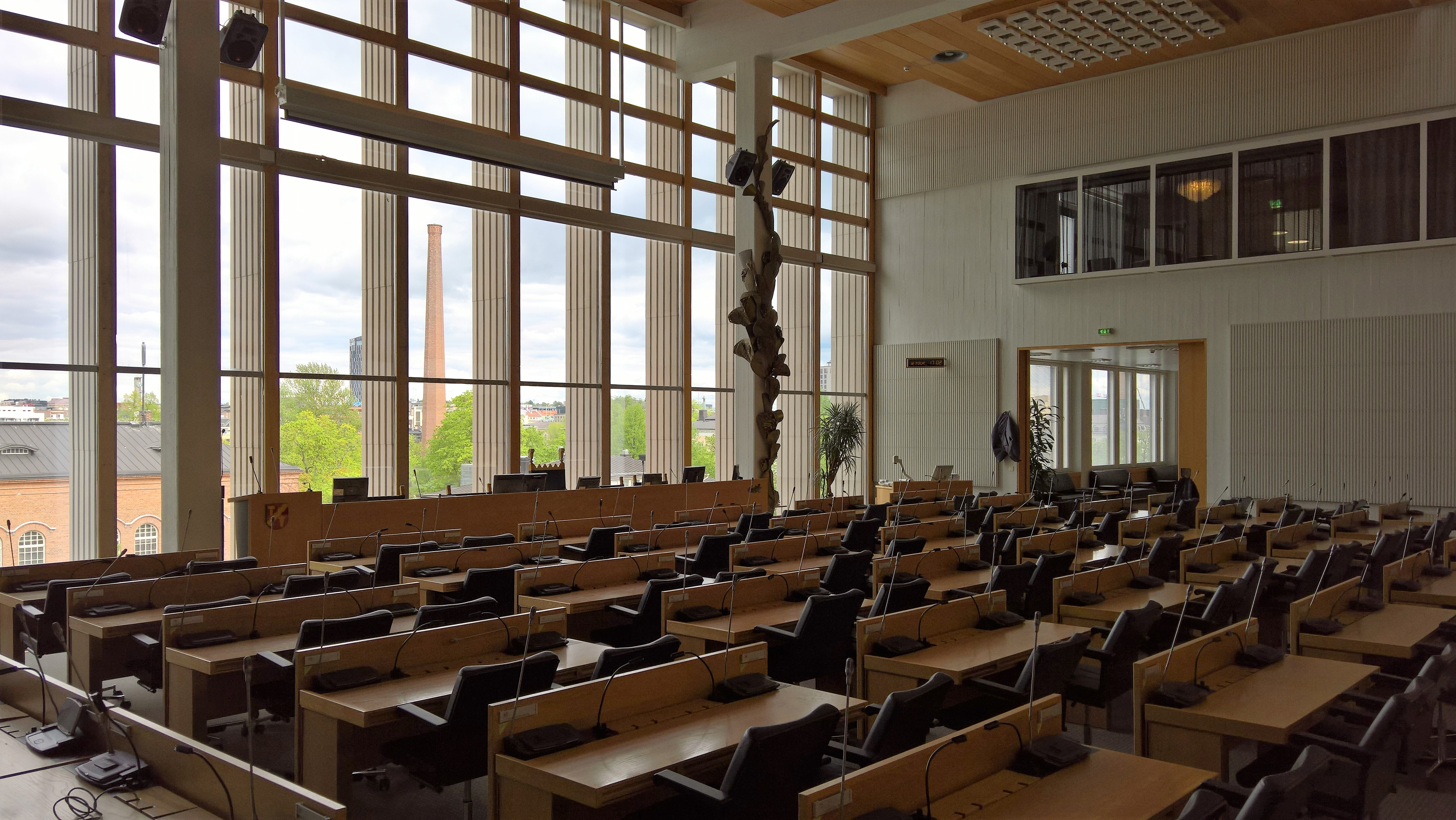
Salle du conseil municipal